# Iwona Hossa
Iwona Hossa (ur. 23 lutego 1973 w Poznaniu) – polska śpiewaczka operowa (sopran) i wykładowczyni akademicka.
Absolwentka Wydziału Wokalno-Aktorskiego Akademii Muzycznej w Poznaniu (klasa Ewy Wdowickiej, dyplom z wyróżnieniem w 1998). W 2014 na Uniwersytecie Muzycznym Fryderyka Chopina uzyskała stopień doktora habilitowanego. Prowadzi zajęcia ze śpiewu solowego na Akademii Muzycznej w Poznaniu.
Solistka Teatru Wielkiego w Poznaniu (od 1996) – debiutowała tam partią Violetty w Traviacie Giuseppe Verdiego. Od 2000 współpracuje m.in. z Teatrem Wielkim – Operą Narodową w Warszawie.

## Nagrody i wyróżnienia
- III nagroda na VI Międzynarodowym Konkursie Sztuki Wokalnej im. Ady Sari w Nowym Sączu (1995)
- Grand Prix i Złoty Medal na Międzynarodowym Konkursie Wokalnym im. Marii Callas w Atenach (1999)
- Medal Młodej Sztuki za osiągnięcia na scenach operowych (2001)
- Nagroda im. Andrzeja Hiolskiego (2004)
- nominacja do Nagrody Muzycznej „Fryderyk” 2011 w kategorii Album Roku Recital Solowy za płytę Iwona Hossa with Krzysztof Meisinger sings Karłowicz and Faure[1]

Iwona Hossa brała udział w nagraniu dwóch płyt nominowanych do Nagrody Grammy w kategorii Best Choral Performance - obie nagrane z Antonim Witem i Orkiestrą Filharmonii Narodowej: Stabat Mater Karola Szymanowskiego za 2008 i Jutrznia Krzysztofa Pendereckiego za 2009. Brała również udział w nagraniu płyty Penderecki:The Complete Symphonies nominowanej do Nagrody Muzycznej „Fryderyk” 2014 w kategorii Album Roku Muzyka Współczesna.

## Partie operowe
- Donna Anna w Don Giovannim
- Eurydyka w Orfeuszu i Eurydyce
- Fiordilligi w Così fan tutte
- Gilda w Rigoletto
- Hanna w Strasznym dworze
- Konstancja w Uprowadzeniu z Seraju
- Łucja w Łucji z Lammermoor
- Liù w Turandot
- Małgorzata w Fauście
- Pamina w Czarodziejskim flecie
- Rozyna w Cyruliku sewilskim
- Zuzanna w Weselu Figara